# Воробйова Ірина Сергіївна
Ірина Сергіївна Воробйова (нар. 7 квітня 1983 року) — журналістка, кореспондентка радіостанції «Ехо Москви».

## Життєпис
Народилася 1983 року в Москві. Навчалася у школі № 398. У 2004 році закінчила Міжнародний незалежний еколого-політологічний університет.
Працювала на радіостанції « Російська служба новин»; у березні 2007 року була звільнена за розповідь в ефірі «Ехо Москви» про участь у Санкт-Петербурзькому « Марші незгодних».
З 2007 по 2022 рік працювала на радіостанції « Ехо Москви». Постійна ведуча передач «На пальцях», «Одна», «Блог-аут», «Кейс», «Розбір польоту», «Розворот», «Вахта», «Тимчасово зобов'язаний» тощо, кореспондентка радіостанції.
Пішла з «Ехо Москви» у березні 2017 року. «Я вирішила змінити основну роботу. Тобто припиняю працювати на Есі на повну силу. Іду з більшої частини ефірів. Рішення це тільки моє, нічого страшного не сталося», — повідомила Воробйова. Наприкінці 2018 року повернулася на радіостанцію.

## Політична та громадська діяльність
Була обрана членом Федеральної Ради Молодіжного Яблука, входила до координаційної ради руху «Оборона». Учасниця опозиційних мітингів та протестних акцій (Марші незгодних, акції проти законів про « монетизацію пільг», за відміну призову до армії тощо).
Волонтерка всеросійського пошуково-рятувального загону « Ліза Алерт». У 2011—2012 роках — громадський помічник уповноваженого за президента РФ з прав дитини Павла Астахова. Лауреатка премії «Розбудившему» Всеросійського фестивалю «Сузір'я мужності».
Авторка відкритого звернення до головних редакторів, журналістів та блогерів із закликом не називати Федеральний закон № 272-ФЗ «законом Діми Яковлєва».

## Родина
Онука військового інженера, першого в Радянському Союзі маршала інженерних військ Михайла Петровича Воробйова. Одружена.